# Schloss Roith (Gmunden)

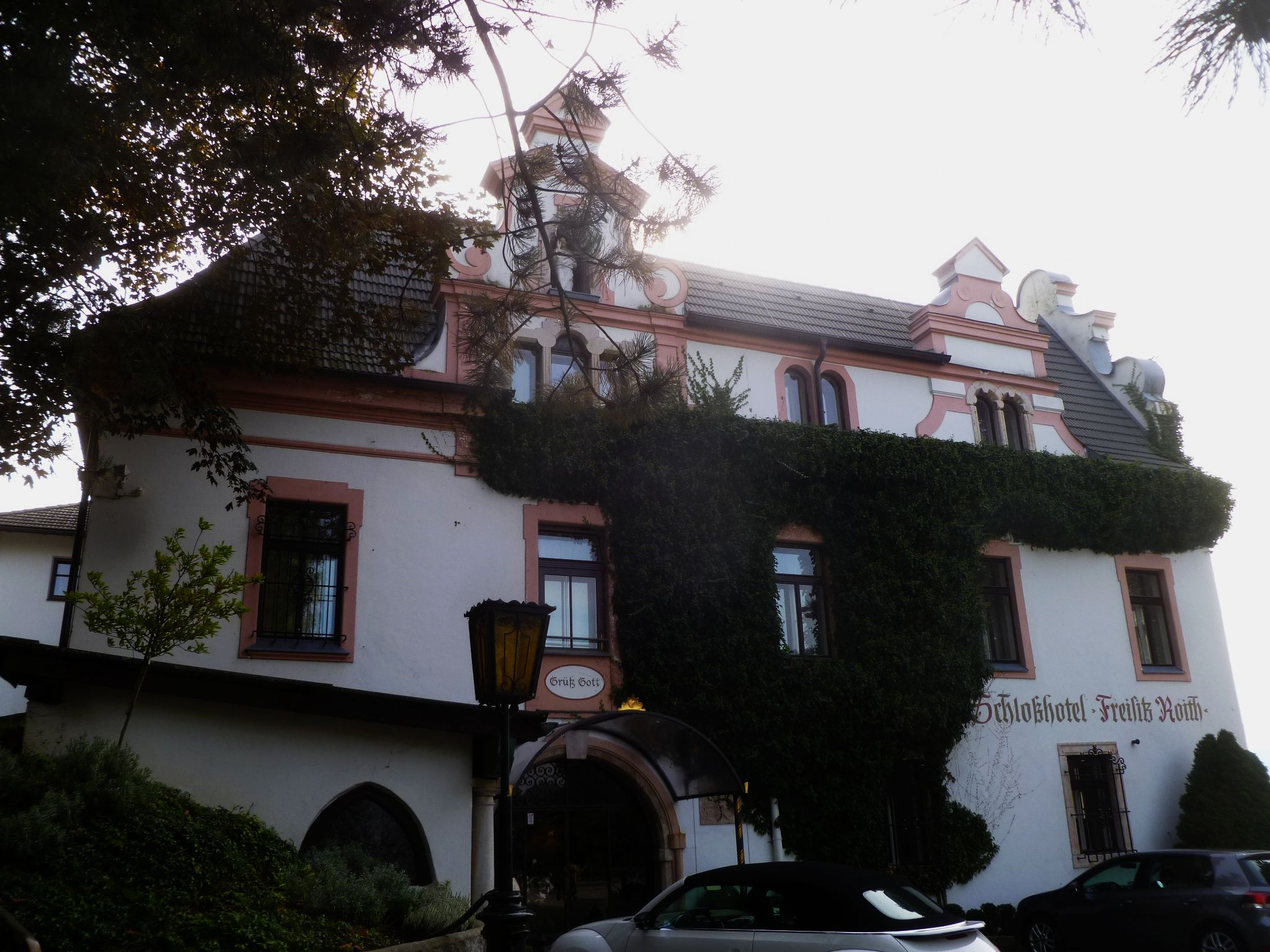
Schloss Roith (auch Freisitz Roith)

Schloss Roith (Gmunden), auch Freisitz Roith genannt, wurde vermutlich um 1596 erbaut. Kaiser Rudolf II. erhob Roith zu einem adeligen Freisitz. Es liegt in der Stadt Gmunden, Traunsteinstraße 87, im Bezirk Gmunden in Oberösterreich. Ein früherer Name des kleinen Schlosses war Sardagna, benannt nach dem von 1914 bis 1942 als Eigentümer aufscheinenden Rittmeister Freiherr Geza von Sardagna.

## Chronik der Eigentümer
Das Gut „in der Reuth“ war im 16. Jahrhundert Eigentum der Polheimer, 1587 besaß es Hans Paumgartner. 1597 gelangte Roith von Freiherrn Friedrich von Pollheim an Siegmund Jäger und dessen Frau Margaretha. Dann kam Roith an die Seeauer von Hallstatt. Von diesen wurde es entweder auf dem Kaufweg oder als Leibgedinge an Georg Albert Plaß von Mühlleiten gegeben. Nach Plaß wurden die inzwischen in den Grafenstand aufgestiegenen Seeauer wieder Besitzer auf Roith.
1719 verkaufte es Graf Josef Ehrenreich von Seeau, Stadtpfarrer zu Gmunden, an den Gmundner Bürger Johann Adam Aigner. Über dessen Tochter kam Roith durch Heirat an den kaiserlichen Mautamtschreiber Johann Paul Lichtenauer. Nach dessen Tod verkaufte die Witwe das Anwesen 1753 dem Rittmeister Jakob von Holzofen, der es seinerseits 1770 an Franz Xaver Gangl weiterverkaufte. Da dieser ohne Erben starb, wurde Roith öffentlich versteigert und kam so an den Gmundner Bürger Johann Nepomuk Hörner. Hörner wurde 1814 in den Adelsstand erhoben und führte den Namen „Edler von Roith“. Dessen Erben verkauften Roith 1843 an den Wiener Notar Gustav Faber, dessen Gattin eine Urenkelin Hörners war. Ab 1914 war Freiherr Geza von Sardagna Besitzer. Während der Zeit des Zweiten Weltkrieges war im Schloss eine Jugendherberge eingerichtet, das Schlossareal wurde als Gärtnerei genutzt.
Ab 1968 waren die Besitzer Franz und Rosi Prechtl, welche Roith zu einem Schlosshotel machten. Das Hotel kam dann an die Asamer-Gruppe, wobei 2008 eine Renovierung vorgenommen wurde, das Hotel aber 2013 von der Holding ausgegliedert und von Hans Asamer übernommen wurde. 2015 wurde das Hotel geschlossen und 2016 an ein Innviertler Agrar-Handelshaus verkauft.

## Architektur
Am Rande der Gmundner Bucht steht gegenüber von Schloss Ort das Schlösschen Roith. Es ist ein dreigeschoßiger Bau mit einem eingesattelten Walmdach. Ein aus dem Mauerverbund herausspringender siebeneckiger Turm überragt das Dach um ein Weniges. Auf der Seeseite befinden sich zwei geschwungene Mansardengiebel. Das Wappen des Georg Albert Plaß und das seiner Gattin Regina von 1659 findet sich auf dem Wappenstein über dem Eingangstor; vermutlich ein Zeichen, dass dieser bauliche Veränderungen hat vornehmen lassen.
Eine Einfahrtshalle führt zu einem rückwärtig offenen Hof, der hufeisenförmig von den drei Seiten des Baus umgeben ist. Von dort aus gelangt man zu einer Terrasse mit einem beachtenswerten Ausblick auf den Traunsee. Eine Besichtigung ist nicht möglich.